# Adrian Rollini
Adrian Francis Rollini (New York, 28 giugno 1903 – Homestead (Florida), 15 maggio 1956) è stato un musicista statunitense, di origine italiana.
Abile polistrumentista, tra i suoi strumenti il sax basso, il piano, vibrafono. Rollini è noto anche per aver introdotto il couesnophone (o goofus) nel jazz. Le sue registrazioni più importanti, in veste di leader, sono forse You've Got Everything, Savage Serenade (del 1933) e Got The Jitters (1934) con la Banner, A Thousand Good Nights (1934) con la Vocalion, Davenport Blues (1934) con la Decca, Nothing But Notes, Tap Room Swing, Jitters, Riverboat Shuffle (1934) con la Decca, e Small Fry (1938) con la Columbia.

## Biografia
Rollini nacque a New York il 28 giugno del 1903 da genitori di origine italiane, Ferdinand Rollini e Adele (nata Augenti) Rollini. Alcune fonti indicano il 1904 come anno di nascita, ma suo fratello Arthur Rollini, così come gli archivi dell'Amministrazione della Sicurezza Sociale americana riportano l'anno precedente. Crebbe a Larchmont, New York, già mostrando in tenera età le sue capacità musicali, e fin dall'età di tre anni e mezzo cominciò a prendere lezioni di piano. A quattro anni, per intercessione della sua insegnante, Madame Negri, tenne un recital di quindici minuti al Waldorf-Astoria Hotel. Tra i brani che eseguì c'era anche il Valzer del minuto di Chopin. Alla fine di quel recital, il piccolo Adrian fu assediato dalla stampa newyorkese che lo celebrò come un bambino prodigio.
A quattordici anni Adrian Rollini era a capo di un suo grupp, composto da ragazzi del vicinato, in cui suonava il piano e lo xilofono.  Al terzo anno lasciò la scuola per dedicarsi completamente alla msusica: preparò rulli per pianola per la compagnia Aeolian,  e per la Republic di Philadelphia. Poco dopo ottenne un ruolo nei nuovi California Ramblers diretti da Arthur Hand. Grazie alle sue straordinarie capacità musicali, imparò a padroneggiare il sax basso in qualche settimana e nel 1925 succedette ad Arthur Hand che si ritirava dalla scena per motivi di salute.
La natura poliedrica di Rollini lo portò ad incidere molti dischi con due strumenti del tutto inusuali: il couesnophone e il Fountain Pen. Il primo era un ottone prodotto dalla Cuesno, si impugnava come un flauto traverso, dal collo ricurvo; l'imboccatura era caratterizzata da un foro ovale e sul corpo aveva una pulsantiera d'ottone in sostituzione delle chiavi. Il fratello di Rollini, Arthur, ne descrive il suono come l'incrocio fra un'armonica a bocca ed una fisarmonica. L'altro strumento, battezzato da Adrian col nome di Fountain Pen, era un tubo di circa 30 cm fatto di grenadilla alla cui estremità stava un beccuccio simile a quello di un clarinetto piccolo. Privo di chiavi i semitoni si potevano eseguire tappando i fori solo per metà. commenta che Il suono del Fountain Pen , sempre a detta di Arthur Rollini, era similequello di un clarinetto in Eb, ma aveva un'estensione di registro assai più limitata.

## Carriera
Assieme ai California Ramblers incise molti dischi e per diverse case discografiche (Perfect, OKeh, Golden Gate, Brunswick e Gennett) 

## Discografia
- 1923–26 - Varsity Eight (Timeless Historical, 2000) di fatto un California Ramblers alias

- 1924–27 - Adrian Rollini and the Golden Gate Orchestra 1924–1927: Their Hottest Titles Recorded for the Pathé and Plaza Labels (2xCD) (TimelessHistorical, 2006) di fatto un California Ramblers alias
- 1926-35 - Adrian Rollini: Bouncin' in Rhythm, (Pavilion Recs., 1995) ristampato come Tap Room Swing, (ASV Living Era, 2002) compilation soto diversi nomi: Trumbauer, Beiderbecke, Venuti-Lang, Ehizade, Rollini bands)
- 1926-35 - The Goofus Five Voll. 1 e 2 (Timeless Historical, 1998)  un altro California Ramblers alias
- 1925-28 - The California Ramblers  (Timeless Historical, 1998)
- 1924-27 - The Little Ramblers (Timeless Historical, 1997
- 1925-00 - California Ramblers on Edison (Retrieval, 2011)
- 1929–34 - Adrian Rollini 1929–34, (Jazz Oracle, 2005)
- 1929–33 - Adrian Rollini as a Sideman, Volume 1: 1929–1933 (Jazz Oracle, 2006)
- 1934-38 - Adrian Rollini 1934–1938 (Retrieval, 2004)
- 1937-38 -  Adrian Rollini 1937–1938 (Retrieval, 2005)
- 1936–49 - Adrian Rollini Trio, Quartet and Quintet, (Vintage Music, 2005)
- 1938-40 - His Quintet, His Trio (CoolNote, )
- 1949 - Adrian Rollini Trio (Mercury, 1950)

### Anthologies
Duplicano i titoli riportati sopra
- 1926-35 - Bouncin' in Rhythm, (Pavilion Recs., 1995) ristampato come Tap Room Swing, (ASV Living Era, 2002) (compilation sotto i nomi Trumbauer, Beiderbecke, Venuti-Lang, Elhizalde, & Rollinis)
- 1934-38 - Swing Low (Affinity, 1992)